# Miloš Grujić
Miloš Grujić (Banja Luka, 12. novembar 1984) srpski je doktor ekonomskih nauka. Bivši je direktor Društva za upravljanje Penzijskim rezervnim fondom Republike Srpske i član Upravnog odbora Društva za upravljanje Evropskim dobrovoljnim penzijskim fondom.

## Biografija
Grujić je završio Gimnaziju u Banjoj Luci 2003. godine. Nakon završetka Ekonomskog fakulteta Univerziteta u Banjoj Luci zaposlio se u Društvu za upravljanje investicionim fondovima „Advantis kapital menadžment” kao finansijski analitičar, a kasnije kao investicioni menadžer. Od 2011. godine radio je u brokersko-dilerskom društvu „Advantis broker” kao finansijski analitičar. Od juna 2013. radio je u Narodnoj skupštini Republike Srpske na mjestu koordinatora međunarodnih aktivnosti i sekretara Odbora za reviziju. Bio je član Upravnog odbora Twinning projekta „Jačanje uloge parlamenata u Bosni i Hercegovini u kontekstu integracija u Evropsku uniju” koji je trajao u Bosni i Hercegovini od februara 2014. do marta 2016. godine.
Na sjednici Nadzornog odbora Penzijskog rezervnog fonda Republike Srpske, dana 3. jula 2018. godine, jednoglasno je odlučeno da bude imenovan za vršioca dužnosti direktora Društva. Primopredaja dužnosti je izvršena 13. jula 2018. godine. Nadzorni odbor ovog Društva je na sjednici 18. oktobra 2018. jednoglasno donio odluku da ga imenuje za direktora ovog Društva.
Posjeduje sertifikate sertifikovanog računovođe koji izdaje Savez računovođa i revizora Republike Srpske, investicionog menadžera koji izdaje Komisija za hartije od vrijednosti Republike Srpske i sudskog vještaka ekonomske struke koji izdaje Ministarstvo pravde Republike Srpske. Osim toga, posjeduje sertifikate ovlašćenog procjenitelja, ovlašćenog internog revizora, poreskog eksperta i internog revizora u javnom sektoru.
Miloš Grujić je u februaru 2020. na Ekonomskom fakultetu Univerziteta u Banjoj Luci odbranio doktorsku disertaciju „Ulaganje u kreditne derivate s ciljem smanjenja kreditnog rizika na tržištu u razvoju“.  Grujić je u aprilu 2016. na Ekonomskom fakultetu Univerziteta u Banjoj Luci odbranio magistarsku tezu „Primjena modela diverzifikacije na portfelj dužničkih hartija od vrijednosti“. Autor je tri knjige. Prva je „Pogledi na domaće tržište“ čiji je izdavač Comesgrafika iz Banje Luke. Sa profesorom Goranom Radivojcem koautor je knjige „Stanje i perspektive investiranja u dužničke hartije od vrijednosti na finansijskim tržištima u razvoju” čiji izdavač je Ekonomski fakultet Univerziteta u Banjoj Luci. 
Sa profesorom Markom Đogom i Boškom Mekinjićem je autor knjige „Vodič kroz finansijski sistem Republike Srpske i Bosne i Hercegovine“ u izdanju udruženja ekonomista Republike Srpske SWOT i Ekonomskog fakulteta u Istočnom Sarajevu. 
Autor je i koautor više od 100 stručnih i naučnih radova na domaćem i na engleskom jeziku koji su objavljeni u domaćim i stranim naučnim časopisima i konferencijama u zemlji i inostranstvu.  Osim objavljenih naučnih i stručnih radova na temu finansijskih tržišta, objavio je više od sto kolumni i članaka vezanih za ekonomske analize, finansijska tržišta i finansijsku pismenost u dnevnim listovima Euroblic, Fokus, Nezavisne novine i drugim dnevnim listovima i portalima.
Od decembra 2017. godine bio је član Upravnog odbora Udruženja roditelja djece oboljele od malignih bolesti “Iskra”.
Od juna 2010. do jula 2012. godine bio je predsjednik Odbora za reviziju Fratello Trade a. d. Banja Luka, emitenata na Banjalučkoj berzi — prve privatne firme koja ja uvrštena na berzu u BiH.
Od decembra 2010. godine do decembra  2021. godine bio je član Nadzornog odbora u rukometnom klubu Borac iz Banjaluke a sada je član skupštine kluba.
Od 2001. godine član je Centra za međunarodne odnose u Banjoj Luci. Od 2011. godine član je Udruženja ekonomista Republike Srpske – SWOT.
Izabran je u zvanje docenta a bio je predavač i učesnik na nekoliko konferencija, okruglih stolova i seminara iz oblasti finansijskih tržišta.
Aktivno govori engleski jezik i njemački jezik. 
Oženjen je i otac jednog djeteta.

## Objavljene knjige
1. Čekrlija, S., Grujić, M. (2023). Upravljanje javnim preduzećima između državne kontrole i tržišne konkurencije. Banja Luka: Udruženje ekonomista SWOT. (ISBN 978-99976-802-0-4)
2. Grujić, M. (2023). Savremena javna preduzeća. Banja Luka: Nezavisni univerzitet Banja Luka. (ISBN 978-99976-43-51-3)
3. Grujić, M. (2022). Odlike i načela funkcionisanja savremenih finansijskih tržišta. Banja Luka: Udruženje ekonomista Republike Srpske SWOT. (ISBN 978-99955-661-8-0)
4. Grujić, M., Janjić, D. (2021). Standardi, specifičnosti i anomalije tržišta kapitala u zemljama u razvoju. Banja Luka: Udruženje ekonomista Republike Srpske SWOT. (ISBN 978-99955-661-5-9)
5. Đogo, M., Trpeski, P., Lukić, V., Melović, B., Popović, S., Janković, I., Mekinjić, B., Grujić, M., Naumovska, E., Vuksanović, M., Šeković, D. (2021). Western Balkans Financial Systems Guidelines: 1st edition Paperback – January 13, 2021. Amazon. (ISBN-13979-8594578784)
6. Đogo, M., Mekinjić, B.  & Grujić, M. (2020). Vodič kroz finansijski sistem Republike Srpske i Bosne i Hercegovine. Pale: Univerzitet u Istočnom Sarajevu, Ekonomski fakultet. (ISBN 9978-99976-771-2-9)
7. Radivojac, G., Grujić, M. (2017). Stanje i perspektive investiranja u dužničke hartije od vrijednosti na finansijskim tržištima u razvoju. Banja Luka: Univerzitet u Banjoj Luci, Ekonomski fakultet. (ISBN 978-99938-46-73-4)
8. Grujić, M., (2017). Pogledi na domaće tržište: izbor objavljenih analiza, rasprava, komentara i kolumni. Banja Luka : Comesgrafika. (ISBN 978-99938-59-66-6)

## Spoljašnje veze
- Biografija na sajtu Društva za upravljanje PREF-om
- Intervju u magazinu Lola
- Intervju u Nezavisnim novinama